# Église Saint-Pardoux de Barret
Pour les articles homonymes, voir Église Saint-Pardoux.
L'église Saint-Pardoux est une église catholique située à Barret, en France.

## Localisation
L'église est située dans le département français de la Charente, sur la commune de Barret.

## Historique
L'église paroissiale Saint-Pardoux date du XIIe siècle et a été remaniée. Elle a été un ancien prieuré bénédictin dépendant de l'abbaye de Baignes.
À la fin du XIVe siècle, une chapelle funéraire de style gothique a été ajoutée au sud de la nef.
Pendant la seconde moitié du XIXe siècle, l'église a été restaurée de façon importante avec notamment la reconstruction de la voûte de la nef en briques et l'agrandissement de la sacristie.
L'édifice est classé au titre des monuments historiques en 1954.
En 2012-2013, l'église est restaurée par les Compagnons du Devoir, basés à Barbezieux (travaux d'entretien).

## Architecture
L'église présente un plan caractéristique des églises romanes charentaises, avec une nef unique, une travée sous clocher couverte d'une coupole et un chevet semi-circulaire.
La chapelle funéraire ajoutée à l'époque gothique sur le mur sud de la nef forme un faux bras de transept.
Le décor de l'édifice date principalement de l'époque romane. Il est à la confluence entre les styles angoumoisins et saintongeais. La façade s'inspire du chantier de la cathédrale d'Angoulême, avec deux niveaux d'arcatures, des voussures et des chapiteaux très ornés. Le chevet en hémicycle est inspiré du style saintongeais avec un jeu d'arcades en plein cintre et de contreforts-colonnes verticaux.
Un des chapiteaux de la façade exprime le pêché de luxure, scène évoquant aussi l'enfer et destinée à effrayer les pêcheurs.

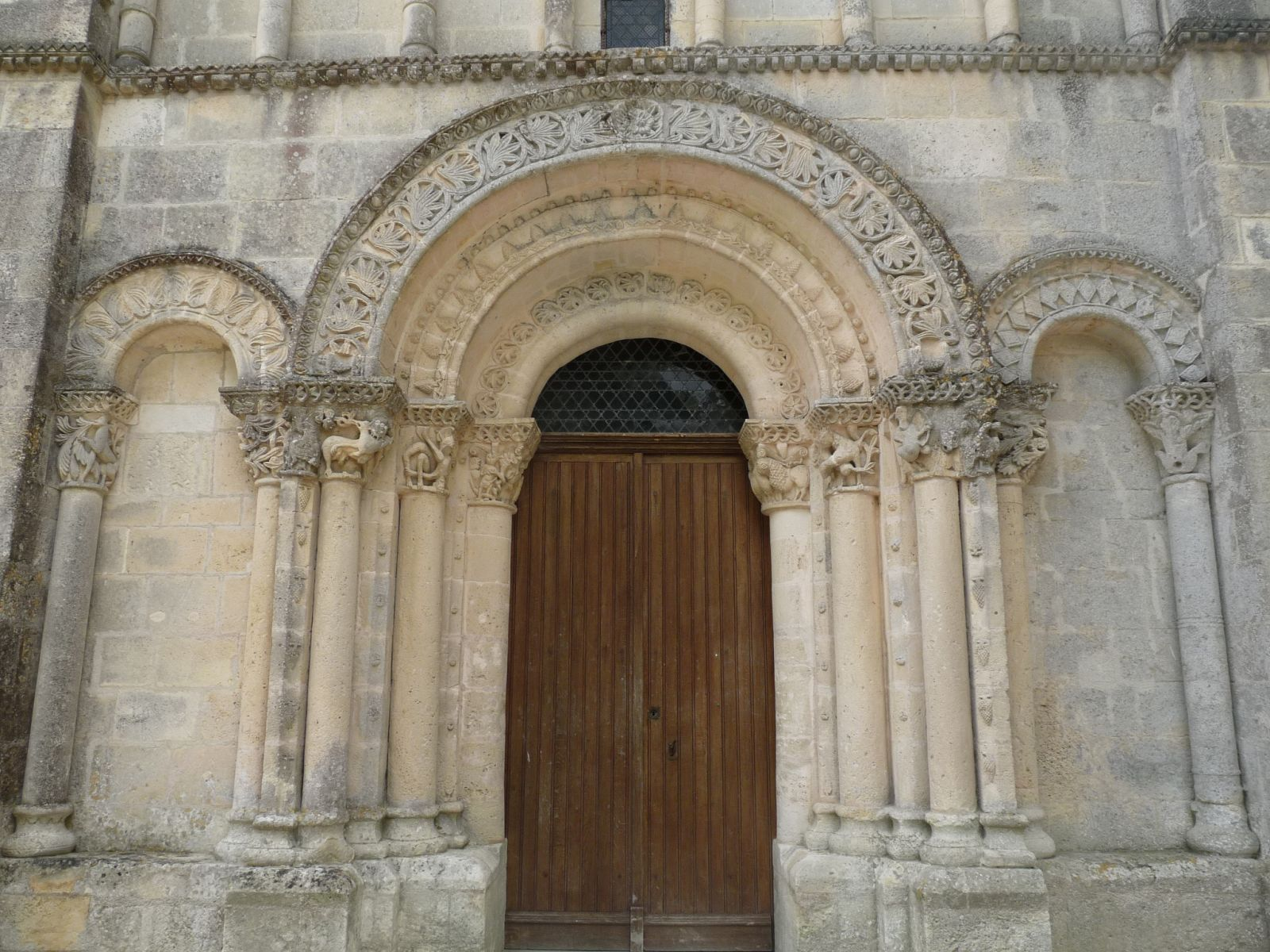
Le portail
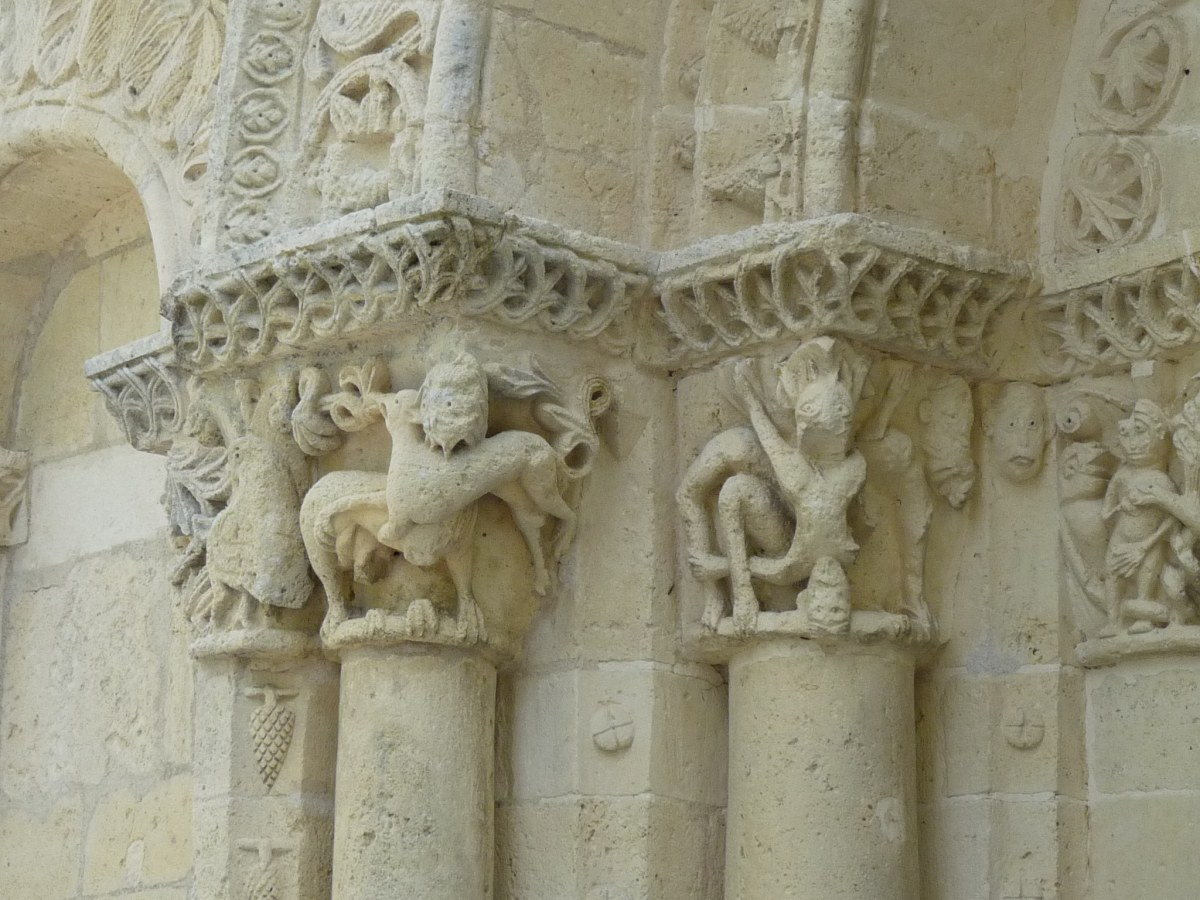
Chapiteaux du portail
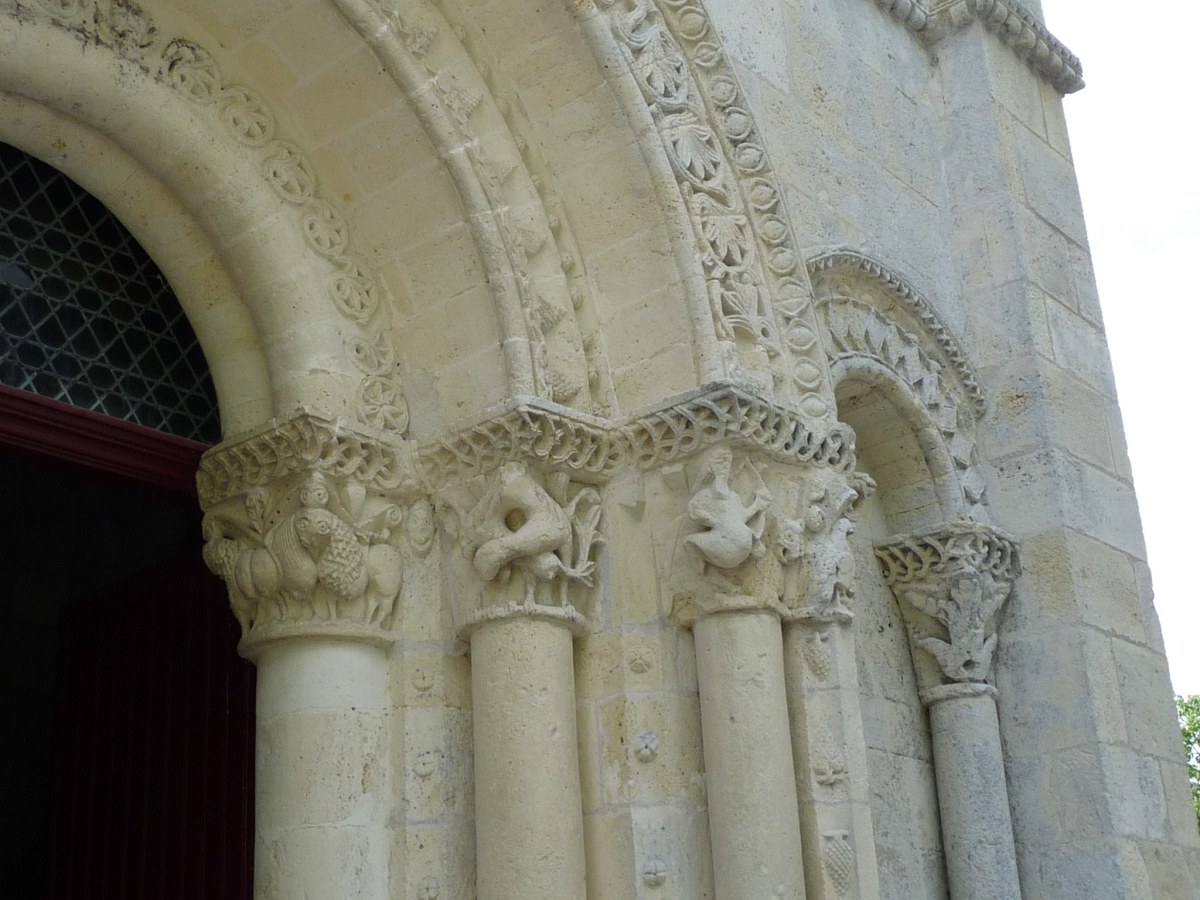
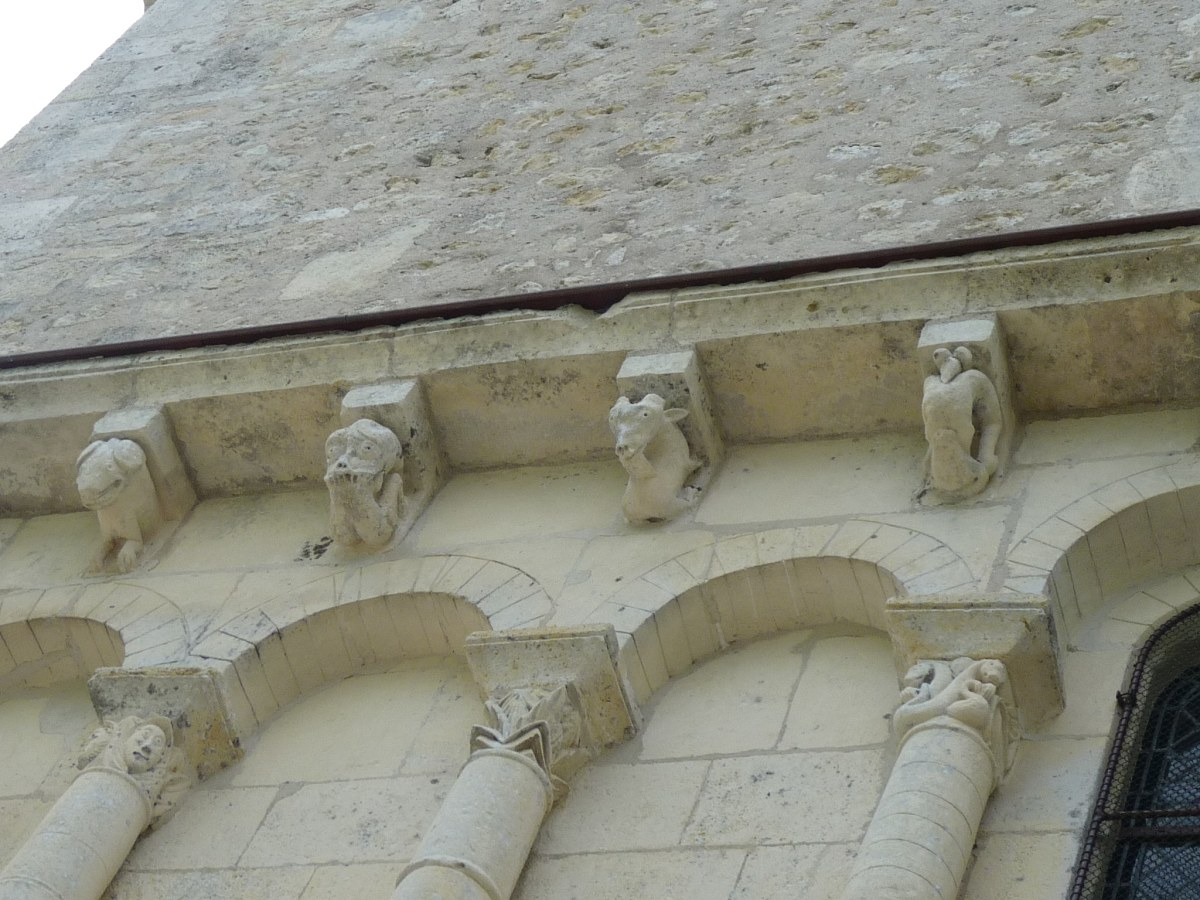
Modillons sur la façade
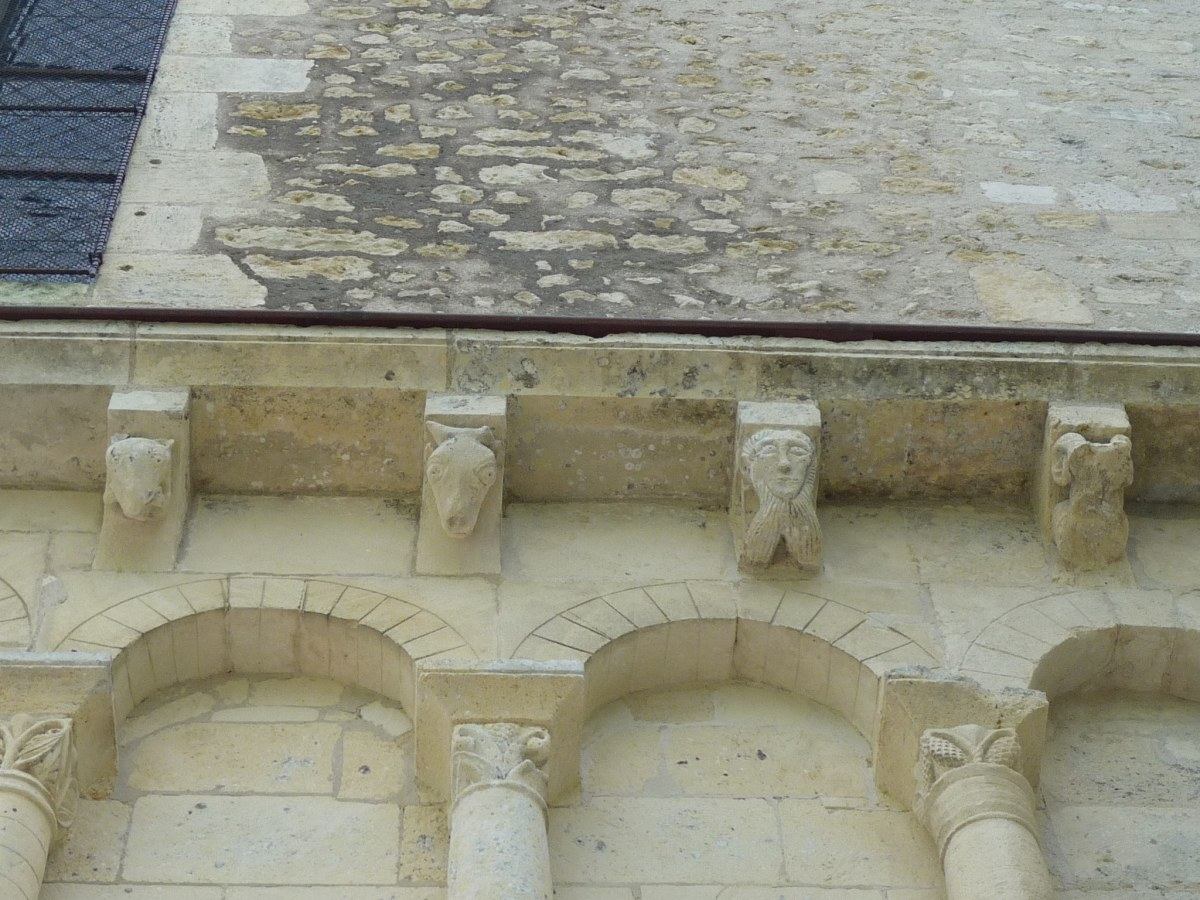